# Esdeveniment elemental
En teoria de les probabilitats, s'anomena esdeveniment elemental una subclasse de l'univers constituït d'un sol element (en altres paraules, un singletó).
Per a tot ω Ω, l'esdeveniment elemental {ω} es realitza si i només si s'obté el resultat ω.
Suposant que la σ-àlgebra contingui tots els esdeveniments elementals; llavors conté totes les parts A finites o numerables de Ω, i cadascuna d'aquestes parts es podrà escriure sota la forma:
{\displaystyle A=\bigcup _{\omega \in A}\{\omega \}}
Sent la unió disjunta, aquesta relació permet determinar la probabilitat de A a partir de les probabilitats dels esdeveniments elementals.
Per a qualsevol univers discret (finit o numerable), una probabilitat queda per tant completament determinada a partir dels valors que pren en els esdeveniments elementals.
Si l'univers és finit i si la hipòtesi d'equiprobabilitat dels esdeveniments elementals és aplicable, es pot escriure per a tot esdeveniment A:
{\displaystyle P(A)={\frac {\mathrm {card} (A)}{\mathrm {card} (\Omega )}}}